# Mimetus triangularis
Mimetus triangularis är en spindelart som först beskrevs av Eugen von Keyserling 1879.  Mimetus triangularis ingår i släktet Mimetus och familjen kaparspindlar. Inga underarter finns listade i Catalogue of Life.